# Cleland (North Lanarkshire)

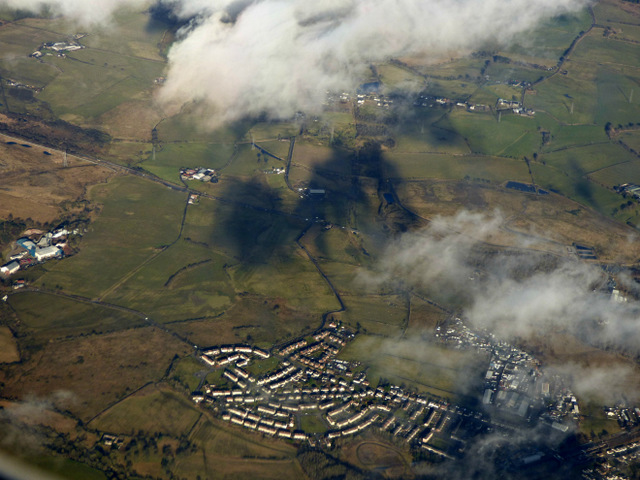
Cleland aus der Luft

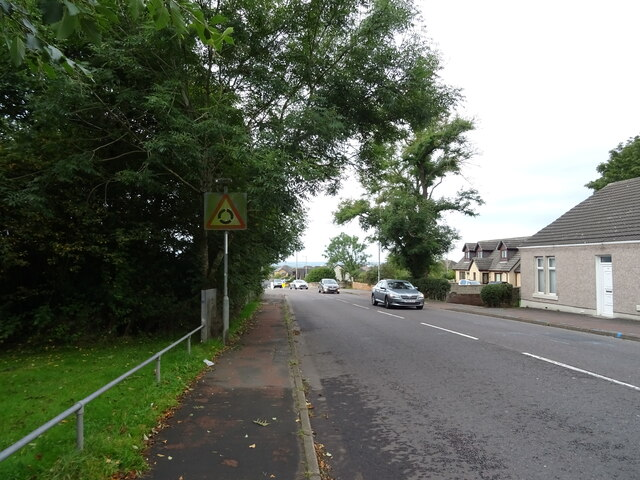
Die Hauptstraße in Cleland

Cleland ist eine Gemeinde (Community Council Area), die östlich von Glasgow in der Region North Lanarkshire in Schottland liegt.

## Geographie
Cleland liegt in den Central Lowlands in einer flachwelligen Gegend, wo südlich des Ortes der South Calder Water fließt. Größere Städte in der Nähe sind Motherwell im Westen und Wishaw im Süden. Hinzu kommen, als kleinere Ortschaften, Newarthill im Nordwesten sowie Parkside und Bellside im Osten.

## Historisches
Im Rahmen der historischen Gliederung Schottlands in Civil Parishes zählt Cleland zu Shotts, das zu Lanarkshire gehörte. Seit deren Auflösung bildet es eine eigenständige Gemeinde.